# WTA Elite Trophy 2016, одиночний розряд
Вінус Вільямс була чинною чемпіонкою, але цього разу не кваліфікувалася.
Петра Квітова виграла титул, у фіналі перемігши Еліну Світоліну з рахунком 6–4, 6–2.

## Сіяні гравчині
| 1. Джоанна Конта (півфінал) 2. Карла Суарес Наварро (знялась) 3. Петра Квітова (переможниця) 4. Еліна Світоліна (фінал) 5. Роберта Вінчі (коловий турнір) 6. Тімеа Бачинскі (коловий турнір) | 1. Олена Весніна (коловий турнір) 2. Саманта Стосур (коловий турнір) 3. Барбора Стрицова (коловий турнір) 4. Кікі Бертенс (коловий турнір) 5. Каролін Гарсія (коловий турнір) 6. Ч Шуай (півфінал) |